# Nance (film)
Nance er en britisk stumfilm fra 1920 af Albert Ward.

## Medvirkende
- Isobel Elsom som Nance Gray
- James Lindsay som Lord Stoyle
- Ivan Samson som Bernard Yorke
- Mary Forbes som Felicia Damarche
- J.R. Crawford
- Percival Clarke
- Bassett Roe
- Howard Sturge